# Radzsnís Csandra Mohan Dzsain
Radzsnís Csandra Mohan Dzsain (dévanágari: रजनीश चन्द्र मोहन जैन) 1931. december 11. – 1990. január 19.), más néven Bhagvan Srí Radzsnís (Bhagwan Sree Rajneesh), majd későbbi közismert nevén Osho; Indiában és az Amerikai Egyesült Államokban tevékenykedő indiai misztikus, spirituális vezető; egy új vallási mozgalom megalapítója. Tanításai hatással voltak a nyugati New Age mozgalom gondolkodására, és bizonyos tekintetben népszerűsége tovább nőtt halála óta.
Az ún. Radzsnís-mozgalom  először Indiában, majd nemsokára nyugaton is jelentkezett, szinte valamennyi fejlett országban, kivéve a Szovjetuniót és a kommunista országokat, ahol ideológiai okokból tiltották. Ma számos kisebb központja létezik Indiában és a világ minden táján, köztük az Egyesült Államokban, az Egyesült Királyságban, Németországban, Olaszországban és Hollandiában.
Követőit új-szannjásziknak hívták, (amely a hindu szannjászi nem aszkéta formája), akik jellegzetes narancssárga, vörös, bordó és rózsaszín  ruhát viseltek. Rájuk nem volt elmondható, hogy a szegénység, jótékonyság és a szemérmesség hagyományos vallásos elveire esküdtek volna fel.
Ő maga nem írt könyvet, de hívei az 1969 és 1989 között rögzített előadásait összegyűjtötték és publikálták több mint ezer, a neve alatt megjelent műben.

## Nevei
- Csandra Mohan Dzsain (hindi: चन्द्र मोहन जैन) volt az eredeti neve.
- Radzsnís (रजनीश) nevet becenévként gyermekkorában kapta [16]
- Ácsárja Radzsnís (आचार्य रजनीश) volt a neve az 1960-as évek közepétől az 1970-es évek elejéig.

Az ácsárja tanítót jelent, aki a spirituálisan helyes viselkedés szabályait ismeri és tanítja.
- Bhagvan Srí Radzsnís (भगवान श्री रजनीश) volt a neve 1988 végéig.

A szanszkrit Bhagvan (Bhagwan) szó jelentése: „megvilágosodott, felébredt”. Eredetileg ezt a szót általában hindu istenekre használták, mint Bhagvan Ráma vagy Bhagvan Krisna, emellett azonban használják olyan személyek jelölésére is, akik gazdag szellemi tudással rendelkeznek. A hindu történelemben ezt a nevet sokszor használták keresztnévként is – sok hindu gyerek kapja meg valamelyik isten vagy spirituális tulajdonság nevét.
- Osho (ओशो) volt a közismert neve 1989-től haláláig, illetve azóta is az.

Az Osho a zen tradícióban a „szellemi mester” megnevezésére szolgál (például Osho Bodhidharma). Ő egy új jelentéssel is összekapcsolta – William James „oceanic” szavából képezve: óceáni. (Angolul az Osho és az Ocean nagyon hasonlóan hangzik.)

## Élete

### Fiatal évei
Radzsnís egy kis indiai faluban, a Madhja Prades állambeli Kucsvada-ban született. A szülei a dzsainizmus követői voltak. Születésekor a csillagjós azt jósolta, hogy valószínűleg még hétéves kora előtt meg fog halni, ezért a szülei az anyai nagyszüleihez küldték, amíg el nem éri ezt a kort.
Elbeszélése szerint ez nagy hatással volt további fejlődésére, mivel a nagyanyja teljes szabadságot és tiszteletet adott neki, valamint a nagyapját és másokat is erre biztatott. Így Radzsnís nagyrészt gondozás nélkül maradt, szigorú nevelés és merev szabályok nélkül.
Radzsnís szerint a gyerekek fejlődését életük első hét évében jelentősen befolyásolja a tanulás erőltetése és a nekik kijáró tisztelet hiánya. Ideális esetben ennek fordítva kellene lennie: az emberek újra megtanulhatnának a gyerekektől azokat a dolgokat, amelyeket már elfelejtettek. Ha a gyerekek szabadon nőnek fel az első éveikben, elég erőt és intelligenciát szereznek ahhoz, hogy később képesek legyenek önállóan dönteni és véleményt alkotni.
Pontosan ez történt vele is. Amikor először iskolába ment, képes volt beszélgetni és meggyőzni a tanárát, aki nagyon szigorú volt a gyerekekkel. 
A későbbi Osho szerint azok a gyerekek, akik tiszteletet kapnak, sokkal szófogadóbbak. Ha a szülő nem foglalkozik a gyerek személyiségével, hamarosan kikerül a gyerek figyelméből.
Miután betöltötte a hetedik évét, visszakerült a szüleihez, ahol az addigihoz hasonló tiszteletet kapott az ott élő nagyapjától, akivel ezért nagyon őszinte kapcsolata alakult ki. A nagyapja többször mondta neki: „Tudom, hogy jól csinálod. Sokan mondhatják, hogy ez nem így van, de senki nincs a te helyzetedben. Csak te dönthetsz a te helyedben. Csinálj bármit, amiről úgy érzed, hogy jó. Én támogatlak, mert szeretlek és tisztellek téged.”
Az iskolában jól teljesített, de ugyanakkor nagyon sok bajba került a tanáraival, mert lázadó volt, gyakran kimaradt az iskolából, és arra buzdította osztálytársait is, hogy mindenféle csínytevéseket hajtsanak végre.
Fiatalként ateista volt, és kritizálta a vallási szövegekbe és rituálékba vetett hitet. Már ifjú korában a hipnózis, a varázslat és az okkult tanítások iránt mutatott érdeklődést. A szegények iránti együttérzésből rövid ideig részt vett az indiai kommunista, továbbá a nacionalista mozgalomban is, mely utóbbi India függetlensége érdekében küzdött.
19 évesen a Dzsabalpur-i főiskolán kezdte meg filozófiai tanulmányait.

#### Megvilágosodása
Hosszú évek óta a megvilágosodást kereste és minden nap meditált, majd 1953-ban, 21 éves korában, a telihold idején egy rendkívüli élményt kapott, amely alatt elárasztotta a boldogság  – ezt a tapasztalatot később a spirituális megvilágosodásaként jellemezte.
„Amikor azt mondom, hogy elértem a megvilágosodást, nem jól fejezem ki magam. De az igazság az, hogy egyszerűen nincs rá jobb kifejezés... Azon az éjszakán teljesen kiürültem és csordultig lettem. Nem-létező lettem, és én lettem a létezés maga. Azon az éjszakán meghaltam és újjászülettem... Ez az a pillanat, amikor a teremtő találkozik a teremtéssel. Teljesen megrázott, gyökerestül kiforgatott magamból, a lényem alapjait rázta fel. Egy ilyen élmény után az ember soha többé nem lesz olyan, mint korábban volt; új látásmódot nyer, minden teljesen új értelmet kap... Igazi találkozás volt ez a halállal és Istennel.” 

#### 1950-es évek vége
Az 1955-ben végzett a főiskolán, majd 1957-ben diplomázott a Saugarsky Egyetemen, és a filozófia tanára lett. Ezt követően Rájpur főiskoláján tanított, de hamarosan az igazgató kérte, hogy keressen egy másik munkahelyet, mivel úgy vélte, hogy hátrányosan befolyásolja a hallgatók erkölcsét és vallásosságát. 1958-ban Dzsabalpur egyetemén kezdte meg a filozófia tanítását, majd 1960-ban ugyanitt professzor lett.
Ekkoriban kezdett a jóga tanításával és átadásával foglalkozni, s az általa kiválóan ismert filozófiai és vallási művekből egy személyes világnézetet összekovácsolni. Ő lett az első keleti guru, aki nemsokára alkalmazta a modern pszichoterápiát.

### 1960-as évek
Az 1960-as években nagy utakat tett Indiában előadásokat tartva, amelyben többek közt parodizálta és nevetségessé tette Mahatma Gandhit, és kritizálta a szocializmust  Ekkor már azt állította, hogy a szegénység és az alulfejlettség legyőzéséhez Indiának a kapitalizmusra, a tudományra, modern technológiára és születésszabályozásra van szüksége.
Nem hitt az olyan vallásokban, amelyek az életről való lemondást támogatták (→ a hindu szannjászík, szádhuk). Az igaz vallás – mondta – olyan rendszer, amely megtanítja az élet teljes élvezetét. Bírálta az ortodox hinduizmust, amely szerinte „halott”, és tele van üres rituálékkal, és azt mondta, hogy minden politikai és vallási rendszer hamis és képmutató. Ezekkel az állításokkal a többség előtt népszerűtlenné tette magát. Ekkoriban kezdte el használni az "Ácsárja" címet. 1966-ban, egy sor provokatív beszéd után kénytelen volt lemondani tanári posztjáról.
Ácsárja Radzsnís korai előadásainak nyelve hindi volt, nem volt a nyugati hallgatókra orientálva Egy életrajzírója megjegyezte, hogy lenyűgöző varázsa és karizmája még azok számára is érezhető volt, akik nem osztották véleményét. Beszédei gyorsan hűséges rajongókat szereztek neki, többek között a gazdag üzletemberek körében is 
Különleges és újszerű előadásainak hatására egyre több ember szeretett volna a közelébe férkőzni, és állandó közeli tanítványává válni. Lakshmi – egy politikailag jó kapcsolatokkal rendelkező nő – volt az elsők egyike, aki – miután a tökéletes bölcsességet és tisztaságot, a végső mestert látta benne – megkérte őt, hogy fogadja tanítványává. Radzsnís elsődleges titkára és hűséges tanítványa lett. Ő lett a szellemi megalkotója mindannak, amit ma Bhagwan- vagy Osho-jelenségnek nevezhetünk.
Ácsárja Radzsnís szerint a sokk kiváltása az emberekben volt az egyetlen mód arra, hogy felébressze őket. 
Számos indiait sokkoltak az 1968-as előadásai, amelyekben élesen kritizálta az indiai társadalom szexuális attitűdjét. Ezek az előadások később „A szextől a tudatalattig” című könyvében jelentek meg, és az indiai sajtóban emiatt szexgurunak hívták. Néhány neves hindu ellenzése ellenére 1969-ben meghívták a második hindu világkonferenciára, hogy beszéljen ott. Megragadva a lehetőséget, bírálta az összes szervezett vallást és a papságot, így a hinduizmust is, amely dühöt váltott ki a konferencián jelen lévő hindu spirituális vezetők körében.
1962-től a nyilvános előadások mellett 3-10 napos meditációs táborokat is szervezett vidéken, ahol minden nap előadásokat tartott a meditációról, valamint személyes útmutatást is adott a résztvevőknek a meditációs gyakorlatokat illetően.
Először nem törekedett saját szervezet létrehozására, de az 1960-as évek végétől már tanítványokat gyűjtött maga köré.

### Bombay (1970-1974)
1970-ben, egy meditációs táborban létrehozta az "új-szannjászi"-nak nevezett mozgalmat. Egy szannjászí beavatása azt jelentette, hogy az egyén új, spirituális nevet kapott tőle, narancssárga ruhát kezdett hordani, a nyakában kicsi nyakláncot (málá-t) viselt, rajta egy medállal, Radzsnís képével. 1971-től már nyugati országokból is érkeztek tanítványok és csatlakoztak a mozgalomhoz.
Egy 1970-es, Bombayban (ma Mumbai) tartott nyilvános meditációs rendezvényen mutatta be először dinamikus meditációját. E meditációs foglalkozásoknak olyan harmónia és szeretet lett az eredménye, amelyre a nyugati embernek kevésbé nyílik rálátása.
Hírneve egyre nőtt. Ekkoriban, 1970-'72 körül cserélte le az Ácsárja titulust Bhagwanra.
Kivett egy lakást a városban, ahol két indiai, női asszisztensével, Krantival és Laksmival, majd később angol tanítványával és (feltehetőleg) szeretőjével, Vivekkel, négyesben élt. A lakásán fogadta a látogatókat, az új tanítványokat és beszélgetéseket kezdett kis csoportokkal is.
A tanítványok a tengerparton vagy egy parkban már kora reggel meditációt végeztek, mellette szökdécseltek, árnyékbokszoltak, hogy a katartikus mozgás révén kioldják gátlásaikat és felgyülemlett szorongásaikat. A járókelők döbbenten bámulták őket. Tessék: itt egy rakás nyugati jövevény, megsértik az indiai hagyományokat, öltözékük oly szemérmetlen, hogy testük tisztán átlátszik rajta (nőkön is); és a szannjászik szent sáfránysárga köntösében orgiáznak.
Emellett az Ábú-hegyen is tartottak 10 napos meditációs táborokat, ahol pár száz ember is összejött. Kezdetben meztelen tartották a meditációkat, de a helyi lakosság ez ellen oly élénken tiltakozott, hogy erről inkább lemondtak.

### Púna (1974-1981)

#### Púnai ásram
Bhagwan és követői 1974 márciusában Bombayból Púnába, a jómódúak lakta Koregaon Parkba költöztek. Az új-szannjászík az ásramban élhettek a lelki fejlődést, a boldogságot és a megvilágosodást keresve. Itt dolgoztak, szállást és élelmet kaptak. A következő éveket az ásram folyamatos terjeszkedése jellemezte, a nyugatról érkező látogatók száma egyre növekedett. Sok nyugati azután lett a tanítványa, hogy előzőleg végigjárták Tibetet, Nepált és Indiát abban a reményben, hogy rátaláljanak az igazi gurura.
1981-re az ásram saját pékséggel, sajtgyártással működött, továbbá művészeti és kézműves központtal, ruhák varrásához, ékszerek, kerámia és bio-kozmetikumok készítéséhez. Az itt létrejött kézműipar, képzőművészet és muzsika indiai fogalmak szerint igen magas szinten állt. Emellett előadásokat, csoportos terápiákat, zenei koncerteket és pantomimokat tartottak.
Egy tipikus nap az ásramban reggel 6-kor kezdődött, egy óra dinamikus meditációval. 8 órakor Bhagwan nyilvános beszélgetést tartott az úgynevezett „Buddha teremben”. A beszélgetések egy része a különböző spirituális hagyományok szövegeinek kommentárja volt; más részében pedig válaszolt a látogatók és a szannjászík kérdéseire, viccekkel, anekdotákkal és provokatív megjegyzésekkel tarkítva, amelyek rendszeresen felvidították a közönségét. A nap folyamán különféle meditációkra és terápiákra került sor, míg este darshanok voltak, ahol Bhagwan személyes beszélgetéseket folytatott egy kisebb számú csoporttal.
Az ásram bejáratánál őrök álltak, a dohányzás és a drogok használata tilos volt, és a terület egy része, például a Lao Tzu ház, ahol Bhagwan élt, csak korlátozott számú hallgató számára volt elérhető.
A látogatók számára a púnai ásramban való tartózkodás általában nagyon élénk élmény volt, függetlenül attól, hogy a látogató végül szannjászi lett vagy sem. Az ásram, a hallgatók leírása szerint, „vidámpark és őrült ház, az öröm háza és templom” volt  Egyesek a helyet a pszichoanalízis és a testkultúra központjának mondták, mások egy viccelődő guru jól jövedelmező ásramának.
1975-től indultak a terápiás csoportok. A tanítványok 1976-ban tízféle, 1977 végén már ötven különféle  terápiás csoporthoz csatlakozhattak, köztük az encounter (személyközpontú) vagy épp az intenzív megvilágosodás nevű csoporthoz, mely utóbbiban a résztvevőknek három napig a "Ki vagyok én?" kérdést kellett vizsgálniuk. (ld. → R. Maharsi: Ki vagyok én?)
Az ún. szembesítő terápiás csoportban az egyén saját magával szembesült. A résztvevők itt mindent kiadtak magukból, amit addig elfojtottak, anélkül, hogy mérlegelték volna, hogy mi a rossz vagy jó. A külső szemlélő azt vette észre, hogy őrjöngő "vadállatok" üvöltenek  és fetrengenek benne.
A keleti meditáció és a nyugati terápiás technikák szinkretikus kombinációja fontos szerepet játszott. A humanisztikus pszichológia európai és amerikai terapeutái közül is sokan Púnába utaztak, és a hallgatói lettek. Azért jöttek hozzá, hogy megtanulják tőle, hogyan kell meditálni. Bhagwanban megtalálták a spirituális mestert, aki teljes mértékben megértette a holisztikus pszichológia fogalmát – írta egy életrajzírója.
1975-ben létrehozták a Nemzetközi Rádzsnis Alapítványt, és mind többen és többen érkeztek nyugatról. A nyugatról származó emberek beáramlásának növekedése részben annak volt köszönhető, hogy néhány nyugati hallgató, aki visszatért Indiából, meditációs központot alapított a saját országában, mások Bhagwan könyveit olvasták, vagy csak a képét látták és így vágytak arra, hogy személyesen is találkozzanak vele. Kétségtelen az is, hogy sok nyugatit a „spirituális nemiség” hangsúlyozása, a gátlások feloldása és a test szabadjára engedése vonzotta hozzá. Sajátos és egzotikus varázst adott az ügynek, hogy mindezt egy keleti misztikus prédikálta.

#### Bhagwan

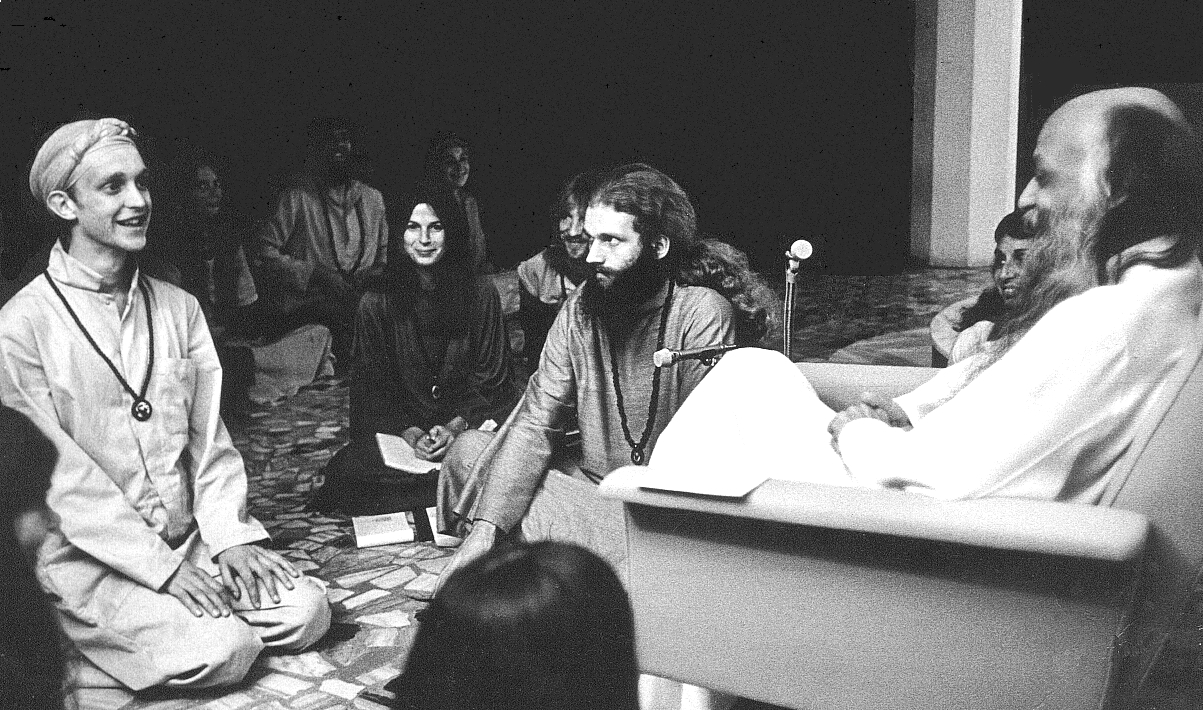
Bhagwan (jobbról) nyugati tanítványai körében az indiai Púnában (1977)

Bhagwan az év minden napján tartott egy 1,5 órás, kézirat nélküli előadást. Nem száraz tudós volt, aki tudományos irodalomból vagy akadémikus elemzésekből vette mondanivalóját. Tanítványai szemében minden idők legbölcsebb embereként jelent meg, aki a világokon belüli világokat, a tudáson túli tudást nyújtotta. Olyan távlatok látomását adta, ahol semmivé lettek a társadalmi meghatározások és a korlátozások, túl az emberi gondolkodáson és képzeleten.
Gyakran utalt rá, miként tartja minden tanítványával a kapcsolatot távirányítás útján. Azért fontos, hogy a beavatáskor kapott málát (nyakláncot) és medaliont hordják – magyarázta – mert ezáltal teremtődik meg a kapcsolat. Kétségkívül túllépte a mindennapi képességek szintjét és voltak okkult képességei. Tanítványai többször is átélték a következőt: mesélni kezdtek neki valami megrendítő eseményt, de helyettük ő fejezte be a történetet, méghozzá a legapróbb részletekig. Nyugtalanítóan képes volt behatolni az egyén tudatába, tudta, mit gondol vagy kíván az ember, még jóval azelőtt, mielőtt megfogalmazta volna.
A követői energia-darshanokról is beszámoltak. Ültek Bhagwan előtt, aki az egyik kezével fogta az ő kezüket, a másik kezének egy ujját pedig a homlokukra nyomta, oda, ahol az ezoterika szerint a harmadik szem van. Ekkor az egyén azt érezte, hogy energia járja át a testét, majd "szétolvadt" egy másik dimenzióban, amelyet korábban nem ismert. (saktipāt )
Bhagwan szerette megbotránkoztatni az embereket, többek közt azzal, hogy a kb. kétszáz métert, amely a lakásától a gyűlésteremig tartott, nem gyalog tette meg, hanem egy drága nyugati autóban sofőrrel vitette magát, emellett pedig a gyémánt és arany kövekkel díszített karóra is hozzájárult a mindennapi provokációkhoz.

#### Szexualitás
1973 körül már történetek keringtek arról, hogy Bhagwan ágyba viszi női tanítványait. Még hozzá oly gyakran, és annyira váltogatva őket, hogy az indiaiakat ez hallatlanul felbőszítette. Ezt különösen undorítónak találták, mert egy gurunak mindenkinél önmegtartóztatóbban kell élnie. Más szannjászik – főleg a későbbi években – badarságnak tartották, hogy viszonyt folytatott volna a női tanítványaival, ugyanis vélekedésük szerint ő már túllépett azon az állapoton, hogy a testi érintkezéstől és a szextől várjon boldogságot.
Az 1970-es évektől a nyugati sajtó is úgy mutatta be Bhagwant, mint szexgurut. Sorra jelentek meg riportok az ásramban szabadjára engedett nemi életről. A szexualitással kapcsolatos beszédei miatt 1974-75-től rá is ragasztották a „vagina guruja” csúfnevet, ugyanis nyíltan hirdette a legszabadabb szabad szerelmet, mint a megvilágosodás útján tett fontos lépést. Az ásramban a tantrikus terápiában jellemzők voltak a váltogatott partnerekkel folytatott csoportszexek. A vezetők tanácsára sokan sterilizáltatták is magukat.

#### Problémák
Bhagwan kritizálta az indiai politikusokat, a korrupt kormányhivatalnokokat  és provokálta a vallásokat, többek közt az Indiában elterjedt hinduizmust és iszlámot. Egyik előadásában a muszlimok mekkai szent kövét a világ legmocskosabb kövének nevezte. Ezután a púnai Iszlám Liga le is akarta rohanni az ásramot, amiben csak a rendőrség fellépése akadályozta meg őket. 1980-ban egy fiatal hindu fundamentalista egy nyilvános beszéd során próbált merényletet elkövetni ellene, továbbá az ásram egyik legnagyobb könyvraktárát is felgyújtották.
A szannjászík viselkedése is kemény kritika tárgyává vált. A nyugatiak lábbal tiporták a prűd indiai szokásokat, az utcán ölelkeztek és csókolóztak, és a lányok úgy járkáltak áttetsző narancsszínű ruhájukban, hogy látszott, hogy alatta nem viselnek semmit. Az indiaiak úgy érezték, hogy "gúnyt" űznek a hagyományos vallási útkereséssel összefüggésbe hozott szemérmességből. Ezért aztán állandó lett a feszültség a helyi lakosság és az ásram lakói között.
Sok lány prostituálódott; annak érdekében, hogy pénzt keressenek indiai tartózkodásuk meghosszabbítása érdekében, eljártak Bombay-ba, hogy előkelő szállodákban prostituáltként dolgozzanak. Más szannjászík ópium, hasis és marihuána birtoklása vagy csempészete miatt kerültek börtönbe. Ezek miatt az ásram hírneve is csorbát szenvedett.
Felmerültek olyan pletykák is, hogy az ásram vezetői biztatták a tanítványokat a drogcsempészetre, illetve a prostitúcióra. Bár ez nem volt igaz, az tény, hogy Laksmi kérdés nélkül fogadott el nagy összegű adományokat, nem érdekelte, hogy honnan származik a pénz. 1980-ban már két Rolls-Royce autó is volt az ásramban – hallatlan fényűzés volt ez az akkori nyomorúságos Indiában.
1980-ra az ásram körüli helyzet annyira ellentmondásossá és feszültté vált, hogy maga Indira Gandhi, aki korábban Bhagwan szimpatizánsa volt – és időközben újra az ország miniszterelnöke lett – sem volt hajlandó fellépni érte.

#### Utolsó púnai évek
Púnában 1981-re 5 ezer állandó új-szanjásszi lakott  és az ásram évente 30 ezer látogatót fogadott. A napi résztvevők zöme addigra már túlnyomórészt európai és amerikai volt.
Bhagwan egészsége az 1970-es évek végén leromlott, és a szanjászíkkal való személyes kapcsolatai 1979 óta lecsökkentek.
1981-ben Lakshmi helyére Síla (Ma Anand Sheela) lépett, mint Bhagwan titkára. Síla – aki korábban az USA-ban élt – arra a következtetésre jutott, hogy Bhagwannak az Egyesült Államokba kellene utaznia, hogy betegségeire jobb kezelést kapjon.

### Az USA-ban (1981-1985)

#### Indiából való távozás
Az orvosok ajánlása alapján, 1981 júniusában, az Egyesült Államokba ment kezelésre, mivel (allergiáján túl) cukorbetegségétől és asztmájától különösen szenvedett. Indiából való távozásához hozzájárult az is, hogy a helyi hatóságok több millió dolláros adócsalással vádolták, s feltehetőleg küszöbön állt letartóztatása. Fokozta a bajokat az is, hogy vallási nyugtalanság szítása miatt is őrizet alá akarták helyezni, továbbá a púnai ásram telkének és épületeinek jó része közel állt ahhoz, hogy a kifizetetlen adósságok miatt visszakerüljön az eredeti tulajdonosához.

#### A keleti parton
Bhagwan életében először volt külföldön. A New York-i JFK. repülőtéren a következő szavakkal lépett ki a gépből: Én vagyok a Messiás, akire Amerika vár.  A reptéren már várta egy mentőautó, mert az érkezésének a hivatalos oka a gyógykezelés volt. A mentőautó helyett azonban egy limuzinba szállt és a New York melletti Montclairba hajtatott, egy tíz hálószobás, 19. századi kastélyba, amelyet nem sokkal korábban vásároltak. Az első 2 hónapban itt lakott szűkebb csapatával, miközben Síla és társai keresték az országban a megfelelő helyet az új ásram létrehozásához.

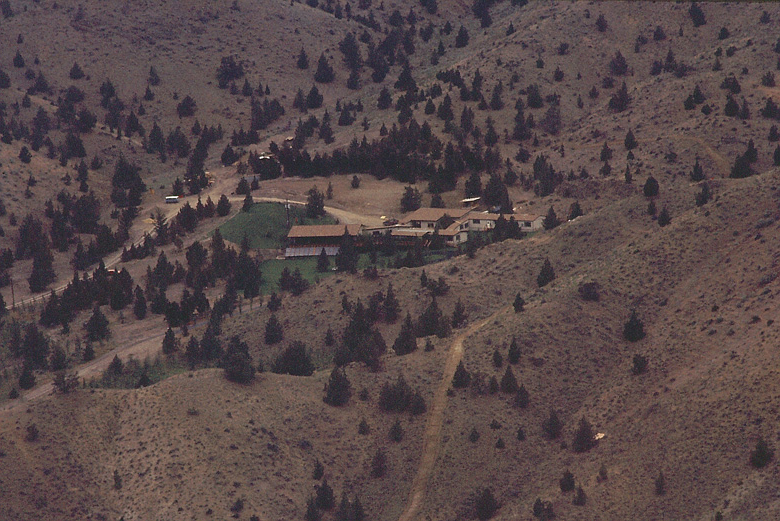
Radzsníspuram (Rajneeshpuram), Bhagwan (Osho) házával, 1982 nyara

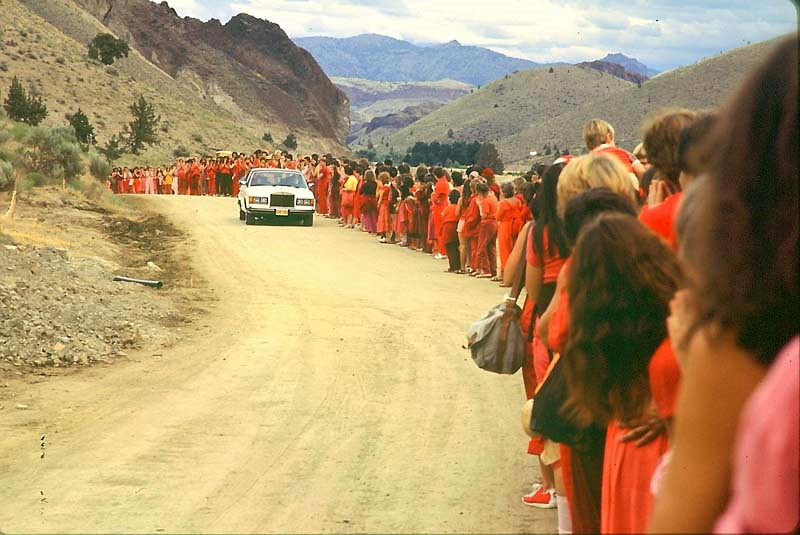
A Rolls-Royce-ban érkező Bhagwan-t hívei köszöntik (1982, Oregon)

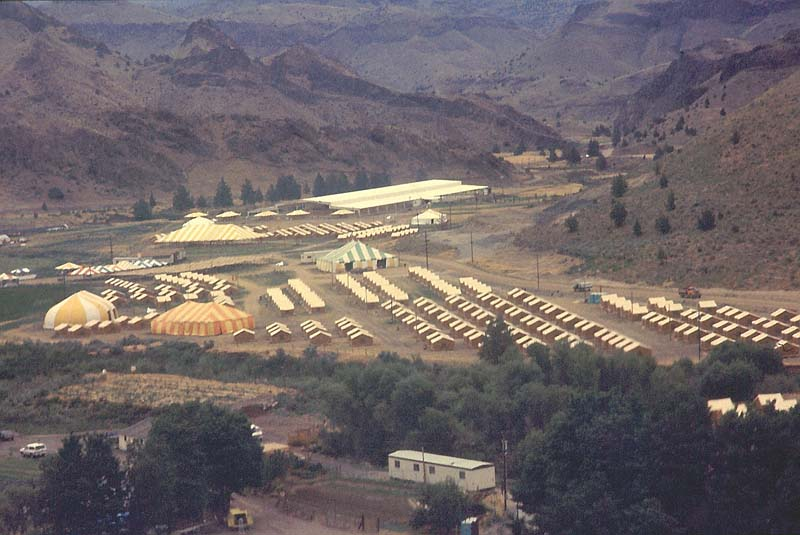
Radzsníspuram az 1983-as fesztivál idején

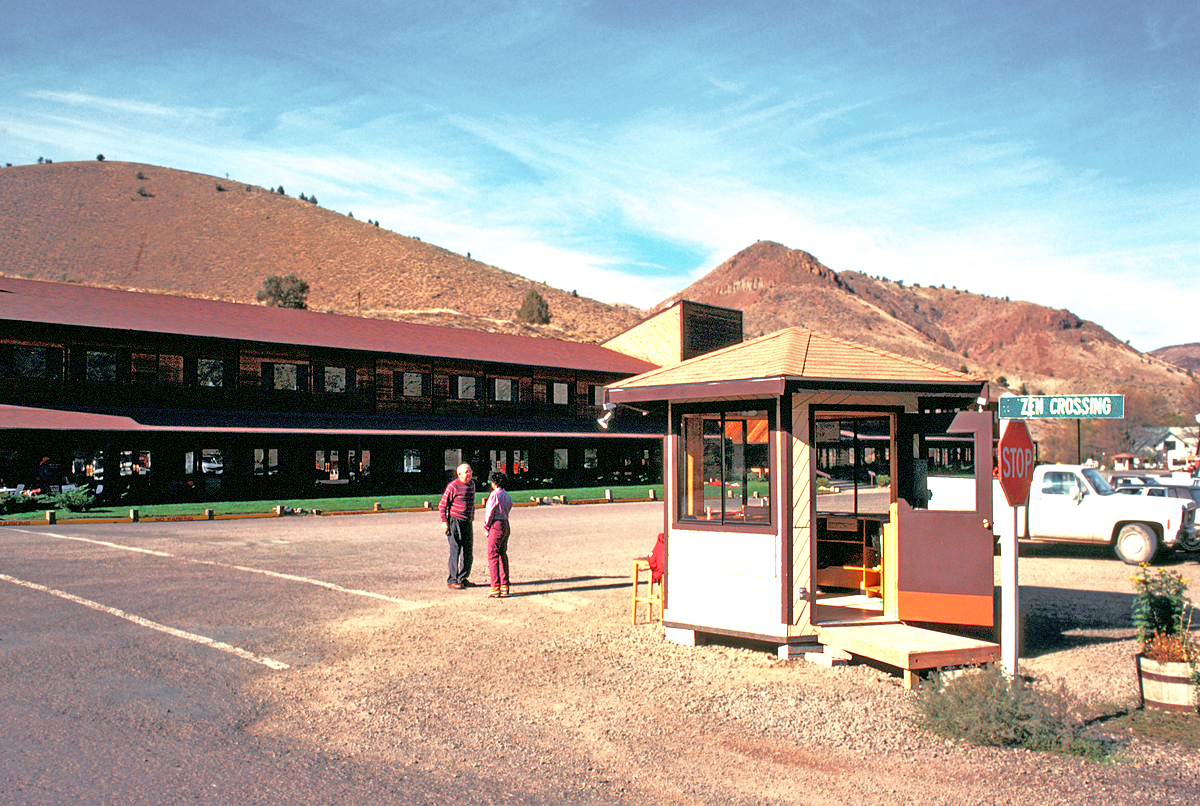
Radzsníspuram, utcakép

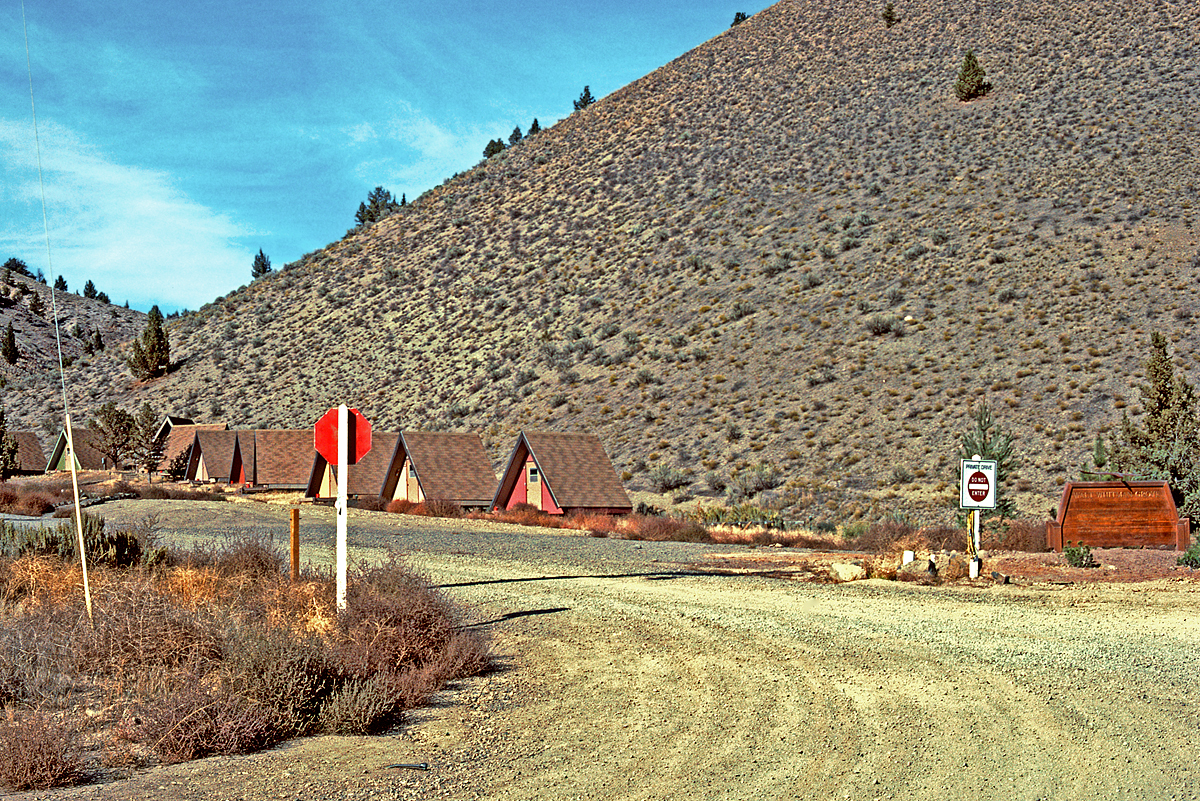
Bhagwan hívei által épített vendégházak

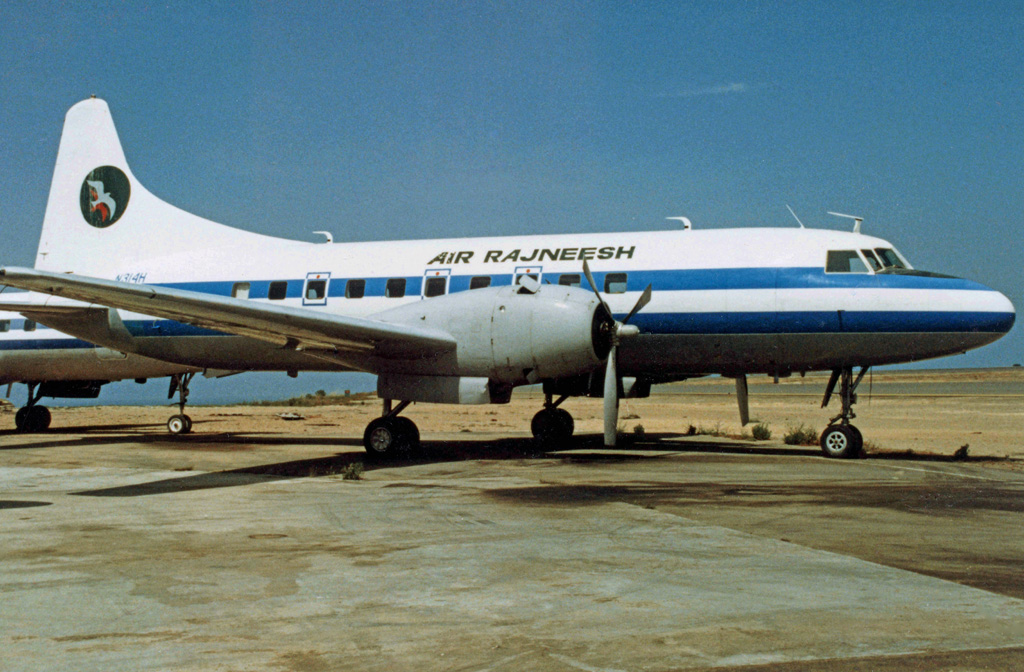
Az Air Rajneesh (Bhagwan) egyik, Convair 240 tipusú repülőgépe, amelyet utasok és rakományok szállítására használtak

#### Oregonban
A Radzsnís Nemzetközi Alapítvány a hívektől kapott pénzen 5,7 millió dollárért  vásárolt Közép-Oregonban egy közel 26 ezer hektáros területet, amely aztán a Radzsníspuram (Rajneeshpuram) nevet kapta. Bhagwan (Radzsnís) 1981 aug-ban ide költözött, ahol először egy hatalmas lakókocsiban lakott.
A területen egy hatalmas település felépítésébe kezdtek, mely a mozgalma híveinek adott volna otthont. De rövidesen kezdődtek a bonyodalmak.
Az USA-ban a földterületek meghatározott célra vannak besorolva, és a tulaj nem teheti a földjével azt, amit akar. Mint utólag kiderült, Síla tudatlanul egy olyan területet vásárolt, ami farmövezetnek volt besorolva és így szigorúan korlátozva is volt az oda betelepíthető emberek száma. Az eredeti terv az volt, hogy egy olyan területet vásárolnak, ahol elfér akár 200 000 ember, de ide – a hatalmas terület ellenére – csak kevés ember volt letelepíthető.
A közösség vezetői a terület megvásárlása után egy éven belül jogi harcba sodródtak a közeli lakosokkal, elsősorban a földhasználat miatt. Kezdetben azt állították, hogy egy kis mezőgazdasági közösség létrehozását tervezik, de hamarosan nyilvánvalóvá vált, hogy azt a fajta infrastruktúrát és szolgáltatásokat akarják létrehozni, amelyek általában a városokhoz társulnak.
Három éven belül az új-szannjászík (Bhagwan követői), kifejlesztettek egy települést, amely egy üres vidéki birtokról egy sok ezer főt magába fogadó településsé változott, kiegészítve tipikus városi infrastruktúrával, mint pl. tűzoltósággal, rendőrséggel, kis kórházzal, patikával, iskolával, éttermekkel, bevásárlóközponttal, tömegközlekedési rendszerrel, szennyvízkezelő üzemmel, rezervoárral és postahivatallal. A „Nirvana” a főutat jelölte, a „Zen-connection” pedig a buszpályaudvart. Az utcák rendjét 1984-re több mint harminc, narancsszínű egyenruhába bújt „seriff” vigyázta. A település körül pedig, ahol korábban tehenek és birkák legelésztek, egy ambiciózus mezőgazdasági farmot létesítettek, ahol spenótültetvények, paradicsomföldek, almások, orchidealigetek stb. nőttek.
A provokatív misztikus lépéseit gépfegyveres kísérők biztosították.
1982 végén a vagyona adómentesen elérte a 200 millió dollárt. Hamarosan négy repülőgép és egy helikopter tulajdonosa volt. Hívei a közelben egy magánrepülőteret is építettek, hogy könnyen tudjon utazni távoli helyekre. (Big Muddy Ranch Airport). Gazdagsága csúcsán 93 Rolls-Royce állt a rendelkezésére, karjait gyémántokkal kirakott színarany karórák borították. Ruhái a legfinomabb anyagból készültek, sarui a legkényesebb bőrből, ételei válogatott konyha-remekek voltak. Gazdag hívei és követői fedezték mindezt, sok utazását, a rengeteg könyvet, amit begyűjtött. Az egyszerűség spirituális értékeit nyíltan bírálta, megvetette a nyomort – s életvitele, főleg a kései éveiben, igazán erre vallott.
Amerikában egyesek botrányguru-nak is hívták. Mások a bibliai Szodoma és Gomorához hasonlították Radzsníspuram-ot, ugyanis a szabad szerelem helye volt. A guru azt tanította egyre sokasodó híveinek, távolítsanak el minden falat az emberi érintkezés útjából, vessék le a lepleket, tárják fel valódi önmagukat. Ezt követői időnként szó szerint is vették, és minden ruhájukat ledobták egymás előtt.
Rádzsnispuramban ugyanakkor fokozódtak az építési engedélyekkel kapcsolatos helyi ellenállások, valamint a közösség lakosainak erőszakra irányuló felhívásai. Ezekben erősítették őket Bhagwan titkára, Síla nyilatkozatai. Miután Rádzsnispuram városának felépítésére irányuló erőfeszítések kudarcot valltak, megpróbálták megszerezni a közeli kis falut, Antilope-t.
1984-ig maga Bhagwan az ügyekben néma maradt, és ezekben az években gyakorlatilag elszigetelten maradt a közösség életétől. Síla vette át a település igazgatását, és vállalta az egyetlen közvetítő szerepét Osho és kommunája között.
Az oregoni főügyész kijelentette, hogy a település alapvetően egy vallási szervezet központja, és felépítése megsértette az egyház és az állam szétválasztásának elvét. Továbbá, hogy a település megsértette az állami földhasználati törvényeket. 1983-ban Oregon állam keresetet indított a terület beépítésének érvénytelenítésére, és Radzsníspuram további fejlesztésére tett kísérleteket törvényesen megakadályozták.
A településen fokozódtak a belső ellentmondások is. Sok szannnjászí kételkedett abban, hogy Shíla megfelelő módon képviseli-e Bhagwan-t, és mivel nem értett egyet a Síla által létrehozott autokratikus rendszerrel, elhagyta az ásramot. 
1985-re az addig számon tartott 25 ezer fő a felére csökkent.

#### Bűncselekmények
A nehézségekkel szembesülve a Síla által vezetett település bűncselekmények módszereit is alkalmazta. 1984-ben szalmonellával fertőztek meg egy tíz étteremből álló salátabár-hálózatot a megyeszékhelyen (Dalles), aminek következtében sok száz ember betegedett meg. Ezáltal befolyásolni akarták a közelgő választások végkimenetelét a választók számának csökkentésével, hogy a saját jelöltjeik nyerjék meg az 1984-es Wasco megyei választásokat. Ezt az eseményt az Egyesült Államok történetének legnagyobb biológiai terrortámadásának tekintik.
1984-ben a Szövetségi Nyomozóiroda (FBI) büntetőeljárást indított a "Rádzsnis-szektával" szemben, mivel a központjukban fegyvereket és illegális laboratóriumot fedeztek fel.
Miután Síla és csapata 1985 szeptemberében sietve elhagyta a települést, Bhagwan sajtótájékoztatót hívott össze, amelyen információkat közölt bűncselekményeikről. Közben a szökésben levő Sílát Németországban (NSZK) letartóztatták, gyilkossági kísérlet, testi sértés, lehallgatás, szavazási és bevándorlási csalás vádjával. Sok alkalmazottját is őrizetbe vették és később elítélték. Annak ellenére, hogy maga Bhagwan nem volt bizonyítottan Síla tettestársa, hírneve (különösen Nyugaton) jelentősen sérült.
1985 októberében a szövetségi hivatal zárt ülésen megvizsgálta a Bhagwan elleni vádemelést a bevándorlási törvény megsértésével kapcsolatban. Pár nap múlva le is tartóztatták, amikor repülőgépével éppen ismeretlen helyre távozott volna. Tizenkét kísérője közül is több személyt őrizetbe vettek, köztük két nőt, mindegyiküknél egy-egy revolver volt.
Novemberben tíz évi felfüggesztett börtönbüntetésre és 400 ezer dollár pénzbüntetésre ítélték embercsempészet és ál-házasságkötések, valamint további harmincféle, bizonyított bűncselekmény vádjával, majd kitoloncolták az Egyesült Államokból; egyúttal követői is távoztak Radzsníspuramból.

### A világ körül (1985-1986)
Az USA-ból való távozása után visszatért Indiába, 1985. novemberben leszállt Delhiben, ahol indiai tanítványai fogadták. Ezután hat hétig Manaliban, az indiai Himachal Pradesh államban tartózkodott. Amikor nem indiai híveinek vízumát visszavonták, Katmanduba, Nepálba ment. A nepáli király hajlandó lett volna beleegyezni, hogy országában telepedjen le, és ott kommunát létesítsen, de azzal a feltétellel, hogy nem emel szót a hinduizmus ellen. (Nepál hindu királyság volt.) Bhagwan ezt visszautasította, azzal az indokkal, hogy neki mindegy, hogy melyik világvallásról van szó, ha rosszat lát bennük, akkor felszólal ellenük.
1986. elején bejelentette szándékát, hogy szerte a világon utazni akar, hogy turnét tartson, illetve hogy meglátogassa követőit, akik különböző országokban élnek. Valójában azonban kereste a megfelelő országot és helyet is az új ásramához.
1986 februárjában 30 napos turista vízummal érkezett meg Görögországba. Itt Krétán egy görög filmrendező villájában lakott és a szigetre egyre nagyobb számban érkező hívei előtt többek között a szabad szerelem, a szex fontosságát hirdette. Ezt követően a görög ortodox egyház a helyi hatóságoktól követelte, hogy utasítsák ki az országból. Nemsokára ez meg is történt, így március 6-án elindult Svájcba. Svájcba érkezéskor persona non grata (nemkívánatos személy) státuszt kapott. Ezután továbbrepült Stockholmba, majd Londonba, Angliába, ahol szintén nem állhatott meg. Innen Kanada felé vették az irányt, de az megtagadta tőle a leszállási engedélyt, így gépe visszatért az írországi Shannon repülőtérre tankolás céljából. Itt vízumot kapott. Két hétig egy Limerick-i hotelben maradhatott, azzal a feltétellel, hogy nem megy onnan ki és nyilvánosan nem beszél.
Ezután Uruguay hosszú távú tartózkodási lehetőséget kínált neki, így elindult oda. Útközben megállt Madridban, ahol leszállás után a gépét a helyi rendőrség vette körül. Ezután egy éjszakát Dakarban töltött, majd folytatta útját Recife és Montevideo felé.
Uruguayban, Punta del Este-ben a csoportja egy házba költözött, majd Bhagwan megkezdte nyilvános beszédeit, ezt követően azonban minden hivatalos ok nélkül felkérték az országból való távozásra. Szereztek neki egy kéthetes vízumot Jamaikába, de a Kingstonba érkezésekor a rendőrség 12 órát hagyott neki az ország elhagyására. Ezután pár hétig Portugáliában egy bérelt villában élt, de miután onnan is elűzték, 1986. július 30-án visszatért Indiába, Bombay-ba.
Amerikai kitoloncolása után 21 ország tagadta meg belépését.

### India (1986-1990)
Bombay-i hat hónapos tartózkodása után, 1987 januárjában visszatért Púnába, és újraélesztette az ásramot, amely nemsokára 15 ezer fősre növekedett. Indiában a Bhagvan név helyett már a zen-buddhista Osho címmel szólíttatta magát. Ettől eltekintve változatlanul hirdette tovább a tanait.
Új „meditációs terápiás” módszereket dolgozott ki, mint például a „misztikus rózsa”, és több mint tíz évi kihagyás után elkezdett meditációkat vezetni diskurzusaiban.
A neo-szannjászík a vörös és narancssárga ruhát és a málát (imaláncot) nagymértékben elhagyták, 1985 óta nem volt kötelező. A gesztenyebarna köntös viselését – csak az ásramban – 1989 nyarán vezették be újból, az esti meditációhoz viselt fehér köpennyel és a csoportvezetők fekete ruhájával együtt.
1988 elejétől kezdve Osho diskurzusai kizárólag a zenre fókuszáltak. Utolsó nyilvános beszédét 1989 áprilisában tartotta, ettől kezdve csak csendben ült követőivel.
Azt állította, hogy egészségi állapotának romlását (émelygés, fáradtság, végtagok fájdalma és a fertőzéssel szembeni rezisztencia hiánya) az amerikai hatóságok mérgezése okozta a börtönben. (Síla ugyanakkor azt nyilatkozta, hogy Osho napi hatvan milligramm diazepámot fogyasztott, és dinitrogén-oxid függővé vált, de ezeket az állításokat Osho tagadta.)
1990. január 19-én, 58 éves korában hunyt el, hosszú betegeskedés után. A halál hivatalos oka szívelégtelenség volt.

### Halála után

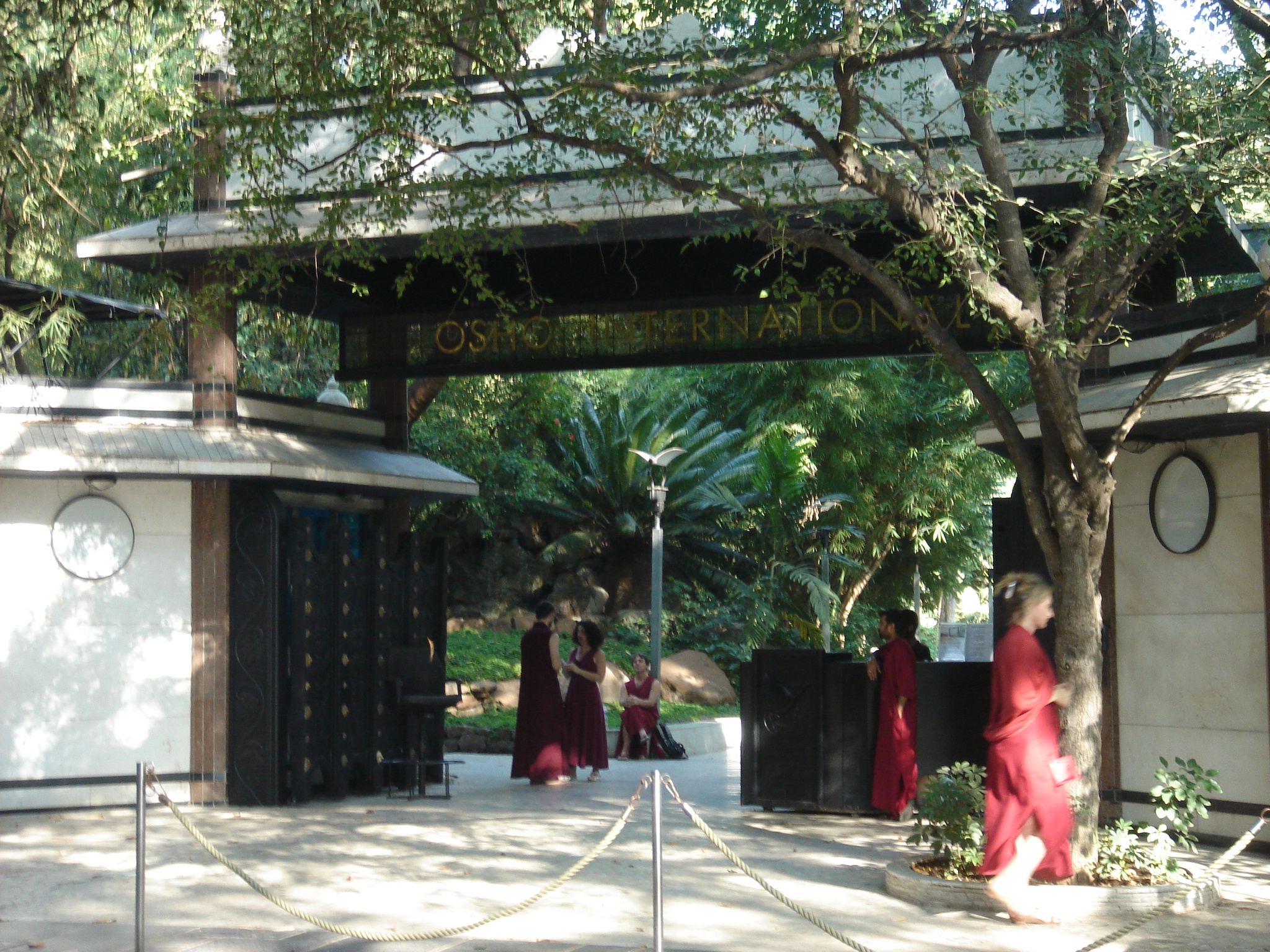
Osho púnai ásramjának bejárata 2008-ban

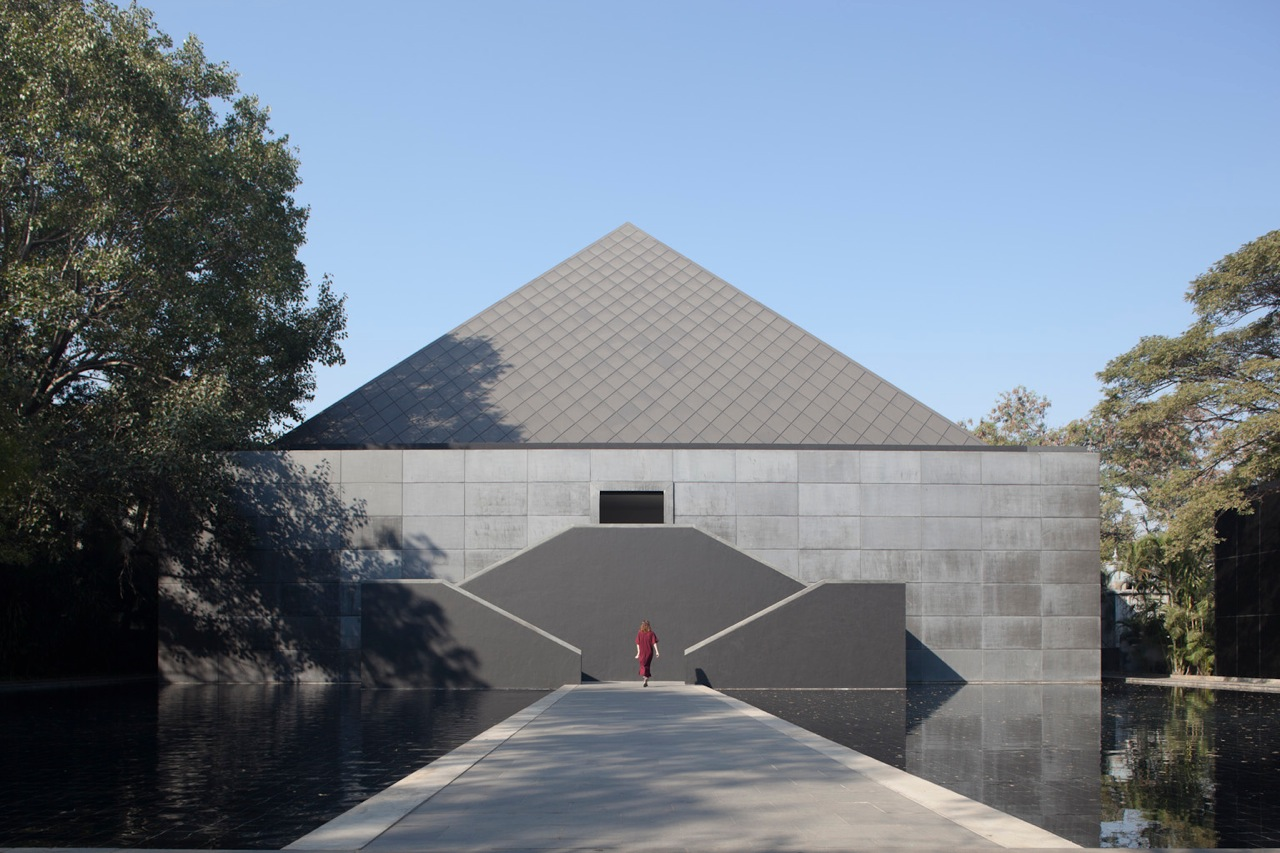
A púnai Nemzetközi Meditációs Központ előadóterme

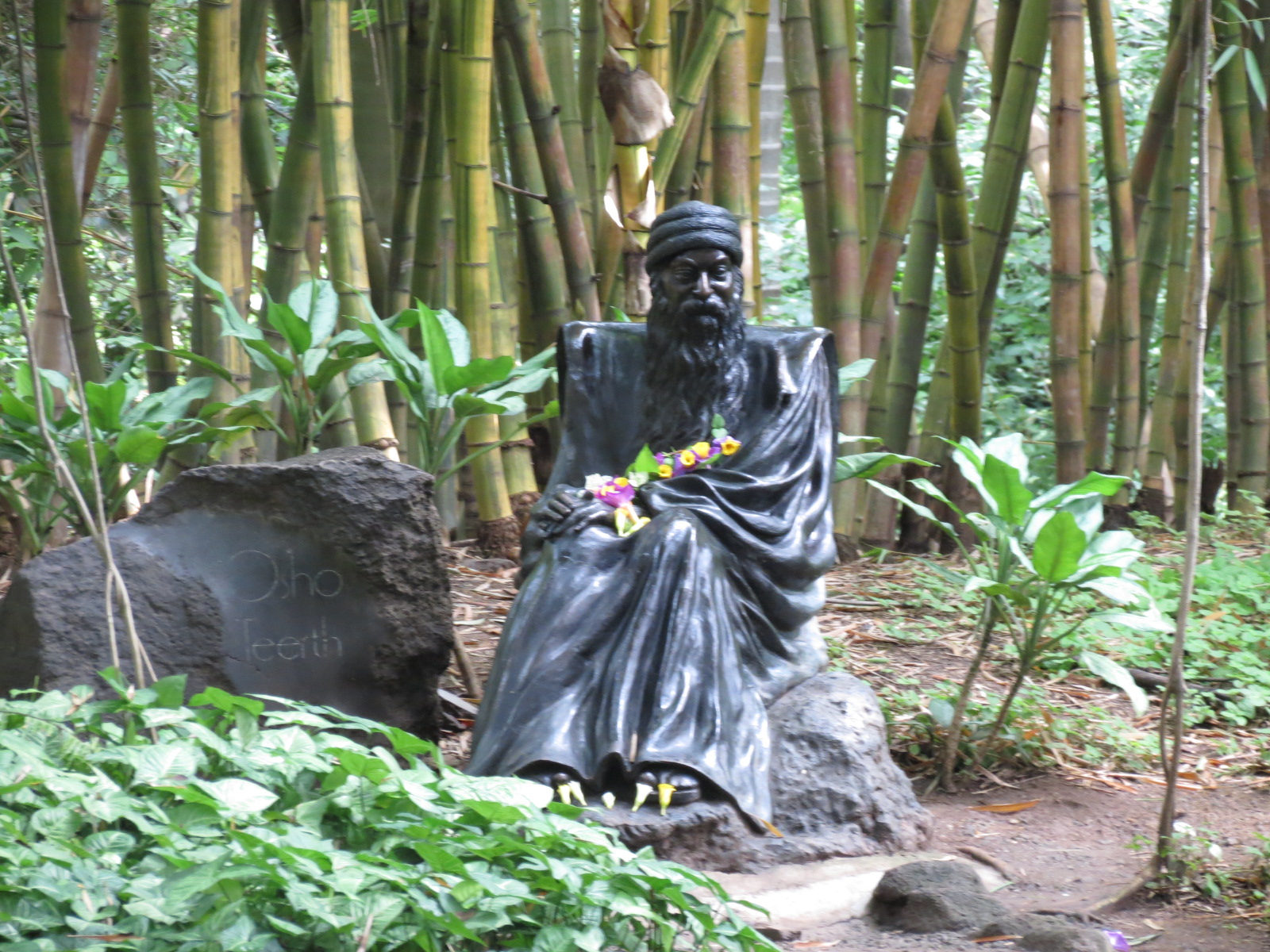
Osho emlékmű egy púnai parkban (Teerth Park)

A hamvait tartalmazó urnát púnai ásramának házában helyezték el. Az emlékkönyvön, melyet mellette helyeztek el, arany betűkkel ez áll: 
„Osho – sohasem született, sohasem halt meg, csak látogatást tett 1931 és 1990 között ezen a bolygón.” 
Az Osho által alapított szervezet vezetését huszonegy tanítványa vette át. Követőinek száma mára bár drasztikusan megcsappant, népszerűsége tovább nőtt, rengeteg könyve jelenik meg nemzetközi szinten.
A 21. század elejére a mozgalom hatalmas szervezetté nőtte ki magát. Ekkor már mintegy 750 meditációs központ létezett, több mint 60 országban, továbbá több mint ezer könyve jelent meg, tucatnyi nyelven. Ugyanakkor az Osho-örökség felett intenzív jogi és pénzügyi viták zajlottak.
Púnai ásramja ma is virágzik és luxus spirituális menedékhellyé nőtte ki magát, amelyet ezrek látogatnak a világ minden tájáról, hogy részt vegyenek a meditációs programokon. Az új, piramis formájú meditációs terem 2001 elejére készült el.

## Tanításai
„Figyeld meg az életet: látsz valahol szomorúságot? Láttál már valaha depressziós fát? Vagy láttál már valaha szorongó madarat? Vagy idegbeteg állatot? Ugye nem? Az élet egyáltalán nem ilyen. Csak az ember tévedt el valahol.” 
„Az én üzenetem nem egy doktrína, nem egy filozófia. Az én üzenetem egy bizonyos alkímia, egy tudomány az átalakuláshoz, tehát csak akik készek egójukban meghalni, és újjászületni valami merőben újban, valamiben, amit most el sem tudsz képzelni... csak annak a kevés embernek lesz bátorsága meghallgatni, mert engem hallgatni veszélyes.” 
Indiában nem idegen az úgynevezett „istenemberek” ideája, de az a fajta kultusz, amelyet maga mögött hagyott, még az ország történelmi és spirituális mércéje szerint is kiemelkedő. Osho, a „szabad szerelem” szószólója, kitűnt abban, hogy hitt a „materialista spiritualitásban”.
Beszédei során több mint 10 millió szót jegyeztek le, és 1996-ig legalább 650 könyv jelent meg a nevében  több mint 55 nyelven, amelyek a legkülönfélébb témákról szólnak. Könyveit nem ő írta, ő csak tanított, s az őt hallgatók a rögzített felvételt vitték át papírra. A világ minden tájáról érkeztek hozzá tanítványok, barátok, útkeresők; szavain gyakran celebek csüngtek. A púnai ásramába már a '70-es években ellátogatott például Terence Stamp, Diana Ross és Kitaró is.
Hangsúlyozta a szabadság, a szeretet, a meditáció, a humor fontosságát. Arra törekedett, hogy elősegítse az élet "ünneplését", szemben a sok vallásban megtalálható "világról való lemondás"-ról. Újraértelmezte a szannjászi gondolatot az elhatárolódás helyett, és megtanította tanítványait, hogy teljes mértékben éljenek a világban anélkül, hogy ragaszkodnának hozzá. Egy új embertípus létrehozása volt a célja, aki élvezi az életet, mint például a görög Zorba, ugyanakkor bölcs is, mint Buddha volt. Többször hivatkozott a jövő modern, tudatos emberére úgy, mint „Zorba, a Buddha”.
Követői szerint egyedülálló volt abban, hogy több különböző, egymásnak ellentmondó filozófiát is képes volt egyesíteni, mint például az antik görög tanításokat (Epheszoszi Hérakleitosz, Pitagorasz és Szókratész), a keleti filozófiákat (iszlám, buddhizmus) és Nietzsche ateizmusát. Véleménye szerint minden vallás valódi ("tiszta") volt, amikor a megvilágosodott mesterek megalapították őket (mint Jézus, Buddha, Mohamed), csak később romlottak el a hivatalos egyházak és vallások megjelenésekor. Ez az elképzelése sok teljesen különböző kultúrákból származó követőt eredményezett. Tanításaiban összehozta a nyugati és keleti, az anyagi és szellemi világot.
Tanításainak egyes elemeit a humanista pszichológiából és a vallások szinkretizmusából alkotta.
Sokszor szembehelyezkedett a régi, megrögzült vallásokkal, mivel szerinte ezek már alkalmatlanok a felgyorsult, modern élet számára. Mindent megtett azért, hogy a követői ne szervezzenek egy új vallást a tanításaiból a halála után. Mindeközben nem kevesebbet állított magáról, minthogy ő „Isten megtestesülése” (avatára). Magát egy kategóriába sorolta Jézussal, Buddhával, Krisnával és más vallásalapító bölcsekkel. 
 „A szavak, amiket mondok nektek, nem az én szavaim. Ezek az egyetemes igazsághoz tartoznak. Innen az erejük, a vonzásuk.” 
Tanításaiban túlmutat a vallás teológiai, filozófiai vagy pszichológiai megközelítésén. Az ő megközelítése szinte holisztikus. Nietzschevel szemben azt vallja, hogy Isten "nem halt meg". Ezzel ellenben az egyházak, legyen az az egyház katolikus vagy más, sokat tesznek azért, hogy Istent "megöljék", és végül a halott Istent imádtassák az emberekkel.
Gyakran a főbb vallási és spirituális hagyományokról, köztük a dzsainizmusról, a hinduizmusról, a haszidizmusról, a tantrizmusról, a taoizmusról, a szúfizmusról, a kereszténységről, a buddhizmusról, a keleti és nyugati misztikáról, valamint a szentírásokról beszélt. Lewis F. Carter szociológus a hindu advaitában látta gondolatai gyökerét. Noha kortársa, Dzsiddu Krisnamúrti nem hagyta jóvá Osho gondolatvilágát, tanításaik között nyilvánvaló hasonlóságok vannak.
Filozófiáját episztemológiai szempontból nyugati kategóriák szerint leginkább radikálisan szkeptikusnak, relativisztikusnak lehetne besorolni. Alaposan tanulmányozta és ismerte a keleti tanok szinte mindegyikét, bár beszédeiben gyakran következetlenül keverte a tanításokat. Ugyanakkor a nyugati tanításokat részletesen nem ismerte, nem hivatkozott rájuk pontosan, és nem ebben a kategória-rendszerben helyezte el magát. Hatalmas erő és tekintély áradt belőle, szavait kinyilatkoztatásként fogadták a tanítványok – még akkor is, amikor az összeollózott tanok eredményeképpen súlyos ellentmondásokba keveredett önmagával. Tanítását nem intellektuális megértésre, hanem megtapasztalásra alapozta. A legfontosabb értékek az életben szerinte a szeretet, a meditáció és a nevetés, és az emberi élet egyetlen valódi célja az, hogy elérje a szellemi megvilágosodást. Nézete szerint bármely ember képes elérni azt a megvilágosodást, mint Buddha.
Már Indiában gyakran hívták szexgurunak, miután több felkavaró beszédet tartott ortodox közösségekben, a szabad szerelemről és a szabados szexualitásról. 
Nézete szerint a sok szellemi vezető által megélt szexuális önmegtartóztatás és az anyagi lemondás nem igazi spirituális érték. E téren bírálta Gandhit is. Míg Oregonban tartózkodott, a számtalan Rolls-Royce autója közül minden nap másikat vezetett. Ezért Roll guru-nak is hívták. Hívei 365 darabot akartak neki összegyűjteni – az év minden egyes napjára.
Rengeteget olvasott és tanításaiban sokszor használt szellemes vagy akár vaskos vicceket. 
 "Ha Jézus újraszületne – az egyház azonnal kitagadná. Az egyház nem tűri az őrülteket. Eckhart vagy Böhme... ezek szintén tűrhetetlen alakok, őrültek. Azonnal el kell szigetelni tőlük a hívőket, mert ezek tönkretesznek mindent: kétezer év munkáját. Ez tűrhetetlen... és van, aki hallgat rájuk... és az egész szervezett vallás alapjaiban megremeg." 
Erőteljes szónoki tehetségét használta fel az üzenete továbbítására, viszont folyamatosan emlékeztette követőit arra, hogy beszédeinek egyetlen célja a hallgatóit elindítani a meditáció útján. Kijelentette, hogy mindenkinek veleszületett képessége a tudatosság teljes felébresztése, vagyis megszabadulni az elme „illuzórikus egójától”, és hangsúlyozta, hogy ezt csak a meditáció útján lehet elérni.

### A meditációról
„A meditáció egy hosszú zarándoklat. A "szemtanúvá válni" a meditáció kezdete, az "elme-nélküliség" pedig a meditáció vége... Amikor az elme nem működik, te a kozmosz elméjének, az egyetemes elmének a részévé válsz.” 

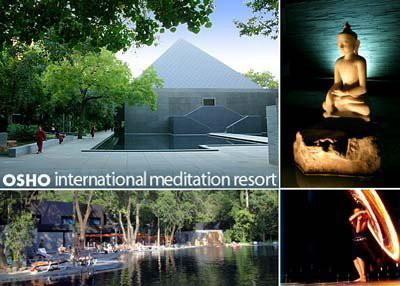
[https://web.archive.org/web/20070712073959/http://www.osho.com/Main.cfm?Area=MedResort&Language=English Osho International Meditation Resort

A hatvanas évek végén újra elővett és felújított több régi meditációs technikát, és több egyedi technikát is kifejlesztett (Dinamikus meditáció, kundalini-meditáció, Nadabrama stb). „A mai embert – mint mondja –, annyira leterheli a múlt élettelen hagyományainak a súlya és a mai kor rohanó életmódja, hogy csak egy katarzis-technika alkalmazásával képes ellazulni, és a gondolat nélküli meditáció állapotában feloldódni.”
 „A zen buddhizmusban azt mondják: csak ülj, ne csinálj semmit!.. Ha üléssel kezded, akkor nyugtalannak fogod magad érezni. Minél inkább próbálsz nyugodtan ülni, annál inkább nyugtalanabb leszel. Csak a háborgó elmédet fogod érzékelni, semmi mást.”
„Felhalmoztad magadban a dühöt, a nemi vágyat, az erőszakot, a kapzsiságot – egyszóval mindent. Most ezek a felhalmozott dolgok őrületként jelentkezhetnek. Ezért ha egy elfojtó jellegű meditációval kezdesz – például egyszerűen csak ülsz -, akkor mindezt elnyomod, nem hagyod kitörni. Úgyhogy én a katarzissal indítok. ” 
Osho szerint a meditáció egy elmén kívüli állapot, nem pedig koncentráció. Elme nélküli, az elméhez való „nem ragaszkodás” állapota. Ez egy olyan dolog, ami valakivel „megtörténhet”, egy olyan állapot, amiben létezhet, de nem olyasmi, „amit csinálhat”. Szerinte a modern ember számára egyáltalán nem egyszerű csak ülni és meditációban lenni, ezért létrehozott olyan aktív meditációs technikákat, amelyek az embert természetes úton viszik a meditáció állapotába. Ezek a technikák – állítása szerint – lehetővé teszik, hogy egy személy felszínre hozza a mélyen elnyomott vágyait, érzéseit, gondolatait. Több technikájában használja fel a táncot, a szexualitást. De mint sokszor felhívta a tanítványok figyelmét, a meditációs technika még nem maga a meditáció, ez csak egy módszer a meditációs állapot elérésére.

### Szexuális gyakorlatok és tantra
„Az úgynevezett vallás azt mondja, hogy a szex bűn, a tantra szerint a szex csak szent jelenség”... 
Osho és a mozgalma ismert a progresszív és ultraliberális hozzáállásával a szexualitás iránt. Osho szexguruként vált ismertté az 1970-es években a „szexualitásról” szóló tantrikus tanításai, valamint a szannjászínok között a szexuális gyakorlatok népszerűsítése miatt. Tanításai szerint „a tantrában minden szent, és semmi sem szentségtelen”. Osho bár soha nem tartozott egy tantrikus vonalhoz sem, a tantra egy változataként mutatta be tanításait.
A test-igázó jógát szembeállította a tantra szenvedély-gyönyörével. Azt ígérte, hogy az önfelfedezés – amely a nemi szabadságra is kiterjed – hozzásegít a megvilágosodáshoz.
A filozófia doktora, Elizabeth Puttick szociológus rámutatott, hogy a tantra a leginkább Wilhelm Reich munkáin alapuló nyugati szexológiával együtt befolyásolta tanítását. Osho megpróbálta összekapcsolni a hagyományos indiai tantra és a páciens alapú pszichoterápiát, és új megközelítést alakított ki.
Osho nézete szerint a szex energiája maga az életenergia, egyfajta bioelektromosság és csak rajtunk áll, mihez kezdünk ezzel az energiával. A szex társulhat a meditációval is, és ha ez megtörténik, akkor alapvetően megváltozik a minősége. A meditáció nélküli szex csak gyermeknemzésre szolgál, a meditációval társítva viszont az egyének újjászülethetnek, új emberré válhatnak.
Egyes kutatók rámutattak arra, hogy a szexuális meditáció, illetve Osho tantrikus tanításai annak a folyamatnak a részei voltak, hogy a tanítványok elérjék „a szuper-tudatosságot”. Azért ösztönözte követői körében a szexuális felszabadulást, mert a „tantrikus” szexet a megvilágosodáshoz vezető hajtóerőnek tekintette.
 „Léteznek magasabb szintjei az intelligenciának, és ha elkezditek életre hívni ezeket a magasabb szinteket, akkor majd elkezd csökkenni a szex iránt mutatott érdeklődésetek, mert a szex így (a meditációval társítva) már egy, az életnél sokkal hatalmasabb dolgot, tudatosságot teremt... Arra használjátok inkább energiátokat, hogy a tudatosság egyre hatalmasabb piramisait építsétek fel magatokban, egészen addig, amíg el nem éritek a megvilágosodást.” 

## Művei

### Magyarul

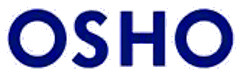
Az Osho Nemzetközi Alapítvány logója

- Osho Rajneesh: Az én utam a bárányfelhők útja; ford. Swami Shivanando; Amrita, Budapest, 1995
- Osho Rajneesh: A halál, a képzelt ellenség. Válogatás Osho különböző előadásaiból; ford. Swami Yogabeej; Amrita, Budapest, 1996
- Tantra: a lélekhez a szexualitáson keresztül. Válogatás Osho előadásaiból 1972. október 1. és 1973. november 8. között Bombayben, Indiában; ford. Swami Shivanando; Amrita, Budapest, 1996
- Túl az elme határain; ford. Salek Zoltán, Nadzsal Ida; Salek Zoltán, Budapest, 1997
- Gyere, kövess hozzád; ford. Sw. Shivanando; Amrita, Budapest, 1997–1999
  - 1. Szó, mely éget. Osho magyarázata Jézus beszédeihez 1975. október 21. és október 30. között a poonai asramban, Indiában; 1997
  - 2.; 1999
- Meditáció: az első és utolsó lépés a szabadság felé. Gyakorlati útmutató több mint 60 meditációs technikához; ford. Bors Katalin; Amrita, Budapest, 1998
- Meditáció: az eksztázis művészete. A meditációról és a meditációs technikákról; ford. Salek Zoltán, Nadzsal Ida; LEELA Alapítvány, Budapest, 1998
- Bármit választhatsz úgyis a poklot választod; ford., szerk. Sw Yogabeej; Amrita, Budapest, 1998
- Az élet misztériumai; ford. Sw Yogabeej; Amrita, Budapest, 1998
- Mi a meditáció?; ford. Salek Zoltán, Nadzsal Ida; LEELA Alapítvány, Budapest, 1999
- Tantra: a végső megértés. Tilopa tantrikus énekének, a Mahámudrának magyarázata; ford. M. Dommiji; Amrita, Budapest, 1999
- A legnagyobb kihívás: az arany jövő; ford. Sw. Shivanando, Salek Zoltán; Leela Alapítvány, Budapest, 2000
- Osho zen tarot. A transzcendens zen játék; magyarázatok Ma Deva Padma leírásai alapján, ford. M. Dommiji, Sw Yogabeej; Amrita, Budapest, 2000
- A Buddha útja. A Dhammapáda; ford. Sw Yogabeej; Amrita, Budapest, 2001
- A fű nő magától; ford. Monori Dommi, Atmo Sasha; Amrita, Dunakeszi, 2001
- A keresés. Előadások a Zen tíz bikájáról; ford. Biharvári József Kornél, Yogabeej, Aloka Vimal; Amrita, Budapest, 2002
- Nők könyve. Kerülj kapcsolatba a nőiség spirituális erejével; ford. Yogabeej, Kecskeméti Edit; Amrita, Budapest, 2002
- Az ártatlanság bölcsessége. A Dhammapáda; ford. Yogabeej; Amrita, Budapest, 2003
- Gyermekek könyve. A szabadság, hogy önmagad lehess; ford. Horváth Beatrix; Amrita, Budapest, 2004
- Tao: az aranykapu; ford. Pásztor Judit; Amrita, Budapest, 2004
- Bátorság. A veszélyes élet élvezete; ford. Kovács Ivett; Édesvíz, Budapest, 2004
- Intimitás. A bizalom művészete; ford. Kovács Ivett; Édesvíz, Budapest, 2004
- Férfiak könyve. A "férfi válsága", mint az önkifejezés lehetősége; ford. Horváth Beatrix; Amrita, Budapest, 2004
- Mindennapra. 365 meditáció az "itt és most" megéléséhez; ford. Kovács Ivett; Édesvíz, Budapest, 2004
- Tanmesék és adomák. Újabb történetek; Vizsom, Budapest, 2005
- Szexügyek. A szextől a magasabb rendű tudatosságig; ford. Pordán Ferenc; Édesvíz, Budapest, 2005
- Egy provokatív misztikus önéletrajza; ford. Bujdosó István; Amrita, Budapest, 2005
- Az ego könyve. Szabadulás az illúzióktól; ford. Bujdosó István; Amrita, Budapest, 2005
- Éberség. Kulcs a kiegyensúlyozott élethez. A létezés kilenc állapotának megtapasztalása; ford. Kovács Ivett; Édesvíz, Budapest, 2005
- Kreativitás. A bennünk lévő erők felébresztése; ford. Kovács Ivett; Édesvíz, Budapest, 2005
- Háború és béke, avagy Benső világunk drámái. Örökérvényű konfliktuskezelési megoldások a Bhagavad-Gítá nyomán; ford. Bujdosó István; Amrita, Budapest, 2006
- A mustármag. Osho magyarázata Tamás apokrif evangéliumához; ford. Sw. Shivanando, Gaál Miklós; Amrita, Budapest, 2006
- A megértés könyve; ford. Hegedűs Péter; Édesvíz, Budapest, 2006
- Intuíció. A logikán túli megismerés; ford. Kovács Ivett; Édesvíz, Budapest, 2006
- Test és elme kiegyensúlyozása; ford. Kovács Ivett; Édesvíz, Budapest, 2006 + CD
- Öröm. A boldogság belülről fakad; ford. Kovács Ivett; Édesvíz, Budapest, 2006
- Jóga. Az egyéniség születése; ford. Pásztor Judit; Amrita, Budapest, 2007
- Szabadság. Merj önmagad lenni!; ford. Kovács Ivett; Édesvíz, Budapest, 2007
- Érzelmi jóllét; ford. Kovács Ivett; Édesvíz, Budapest, 2007
- Tao: mindig ma van; ford. Pásztor Judit; Amrita, Budapest, 2007
- Intelligencia. Kreatív válasz a jelen pillanatra; ford. Kovács Ivett; Édesvíz, Budapest, 2008
- Zarathustra, a táncoló isten. Kommentárok Friedrich Nietzsche: Így szólott Zarathustra című művéhez; ford. Bujdosó István; Amrita, Budapest, 2008
- Jóga. Túl téren, időn és vágyakon; ford. Bujdosó István; Amrita, Budapest, 2008
- Együttérzés. A legmagasabb rendű szeretet; ford. Hegedűs Péter; Édesvíz, Budapest, 2009
- Az egész a változásról szól; ford. Cziczelszky Judit; Édesvíz, Budapest, 2009
- Szerelmesen; ford. Hegedűs Péter; Édesvíz, Budapest, 2009 + DVD
- Érettség; ford. Cziczelszky Judit; Édesvíz, Budapest, 2010
- Szerelem, szabadság, egyedüllét; ford. Cziczelszky Judit; Édesvíz, Budapest, 2010
- Hírnév, vagyon és becsvágy. A siker valódi jelentése; ford. Hegedűs Péter; Édesvíz, Budapest, 2011 + DVD
- Végzet, szabadság és a lélek. Mi az élet értelme?; ford. Hegedűs Péter; Édesvíz, Budapest, 2011 + DVD
- Ártatlanság, tudás és csoda. Hová lett a gyermeki rácsodálkozás képessége?; ford. Varjasi Farkas Csaba; Édesvíz, Budapest, 2012 + DVD
- Hatalom, politika és változás. Mit tehetek én magam, hogy a világ élhetőbb hely legyen?; ford. Varjasi Farkas Csaba; Édesvíz, Budapest, 2012 + DVD
- Az emberi lét útja. Találhatunk-e valódi boldogságot a mindennapokban?; ford. Varjasi Farkas Csaba; Édesvíz, Budapest, 2013 + DVD
- Bátorság. A félelemnélküliség művészete; ford. Kovács Ivett; Édesvíz, Budapest, 2014
- Kreativitás. Merj önmagad lenni, és hagyd kibontakozni egyéniséged; ford. Kovács Ivett; Édesvíz, Budapest, 2016
- A szeretet ereje; ford. Bujdosó István; Édesvíz, Budapest, 2017
- Meditáció; ford. Bors Katalin, Takács Zoltán; Édesvíz, Budapest, 2017
- Bizalom. Spontán élet félelmek nélkül; ford. Dobosi Beáta; Édesvíz, Budapest, 2018
- Öröm. A belülről fakadó boldogság; ford. Kovács Ivett; Édesvíz, Budapest, 2018
- Osho minden napra. 365 meditáció az itt és most megéléséhez; ford. Kovács Ivett; Édesvíz, Budapest, 2018
- Tantra. A lélekhez a szexualitáson keresztül; ford. Pordán Ferenc; 2. jav. kiad.; Édesvíz, Budapest, 2018
- 3 lépésre a felébredéstől; ford. Bujdosó István; Édesvíz, Budapest, 2019
- A meditáció útja; ford. Szilágyi Eszter; Édesvíz, Budapest, 2020